# Fokus (stranka)
Fokus je hrvatska centristička liberalna politička stranka. Članica je Saveza liberala i demokrata za Europu. Bila je parlamentarna stranka od 2020. do 2024. godine. Osnivač stranke je Davor Nađi, a trenutačni predsjednik Gabrijel Deak koji je na tu dužnost stupio u rujnu 2024.

## Ciljevi stranke
Programsko djelovanje stranke Fokus usmjereno je na: smanjenje poreza i regulacija, smanjenje broja zaposlenih u državnoj administraciji te na prilagodbu klimatskim promjenama. Prema tome, 4 ključne mjere koje su u fokusu djelovanja stranke su:
1. Ukidanje poreza na dohodak
2. Ukidanje poreza na reinvestiranu i zadržanu dobit, porez na isplaćenu dobit 15 %
3. Smanjenje broja zaposlenih u državnoj administraciji za 20 %
4. Prilagodba klimatskim promjenama

## Lokalni izbori
Na lokalnim izborima 2021. godine Fokus je dobio gradonačelnička mjesta u Samoboru, Svetoj Nedelji, Svetom Ivanu Zelini te Dugom Selu (gdje je kao nezavisni kandidat pobijedio član Fokusa Nenad Panian). Fokus je dobio načelnička mjesta u Pirovcu i Križu. Na županijskim razinama najbolje je prošao u Zagrebačkoj županiji gdje je dobio 12,8 % glasova.

## Parlamentarni izbori

### Parlamentarni izbori 2020.
Na parlamentarne izbore 2020. godine Fokus je izašao u koaliciji sa strankom Pametno i sa Strankom s imenom i prezimenom. Koalicija je dobila tri saborska zastupnika, od čega je Fokus dobio jedno mjesto.

### Koalicija s Republikom
Početkom 2024. Fokus je potpisao Sporazum o zajedničkom izlasku na iduće parlamentarne i europske izbore s Republikom kojoj je predsjednik Damir Vanđelić.
Koalicija je s osvojenih 2,25 % glasova osvojila jedan mandat u hrvatskom Saboru.
24. kolovoza 2024. stranku je napustio Dario Zurovec čime Fokus prestaje biti parlamentarna stranka. Stranku tada napuštaju i gradonačelnik Dugog Sela Nenad Panian te načelnik općine Križ Marko Magdić.

## Vanjske poveznice
- Službena internetska stranica